# Isera
Isera är en ort och kommun i provinsen Trento i regionen Trentino-Sydtyrolen i Italien. Kommunen hade 2 775 invånare (2018).